# فرودگاه ینگی‌قلعه
فرودگاه ینگی‌قلعه فرودگاهی در افغانستان واقع در ولسوالی ینگی‌قلعه، ولایت تخار است. طول باند فرودگاه بالغ بر ۶۱۰ متر است.